# Mwembe
Mwembe è una circoscrizione mista (mixed ward) della Tanzania situata nel distretto di Same, regione del Kilimangiaro. Conta una popolazione di 11 913 abitanti (censimento 2012).